# مجسمه متالورژیست آنوسوف، زلاتوست
مجسمه فلزکار آنوسوف در شهر زلاتوست در میدان اصلی مرکز تاریخی زلاتوست، استان چلیابینسک در روسیه واقع شده است. این مجسمه به افتخار ژنرال-سرلشکر روسی، فلزکار و فرماندار ناحیه اورال، آنوسوف پاول پتروویچ، ساخته و در ۱۹ دسامبر ۱۹۵۴ رونمایی شد. این مجسمه توسط مجسمه‌سازان مسکویی، ای.پی. آنتروپوف، ان.ال. شتام، و معمار، تی.ال. شولگین ساخته شده است.

## توضیحات
این مجسمه برنزی بر روی یک پایه عظیم از گرانیت قرمز اوکراینی نصب شده است و ۹٫۵ متر (۳۱ فوت) ارتفاع، خود مجسمه ۴٫۶ متر (۱۵ فوت) است.
آنوسوف پاول پتروویچ در حالی که با لباس سرلشکر سپاه معدن ایستاده و نواری منحنی از فولاد دمشقی را بین دستانش گرفته، به تصویر کشیده شده است. یک میکروسکوپ روی ستون سمت چپ مجسمه، روی همان پایه بلند قرار دارد. پایه به شکل استوانه‌ای است که روی یک پایه مربعی قرار دارد. کتیبه روی پایه به این صورت است: "متالورژیست بزرگ روسی پاول پتروویچ آنوسوف ۱۷۹۷–۱۸۵۵"؛ سال تولد صحیح او، ۱۷۹۹، بعداً در سال ۱۹۹۹ روی پایه نصب شد
تاریخ تولد او مدت‌ها موضوع بحث و جدل بین محققان بود. تنها دو قرن بعد، تاریخ دقیق تولد او بر اساس شواهد مستند - ۲۹ ژوئن ۱۷۹۶ - مشخص شد که منجر به خطای غیرعمدی روی کتیبه شد.
مجسمه متالورژیست «همزاد» مجسمه یوری دولگوروکی در مسکو است که در سال ۱۹۵۴ ساخته شد.

## تاریخ خلقت
ساخت این بنای یادبود با تصمیم شورای وزیران اتحاد جماهیر شوروی برای بزرگداشت پاول پتروویچ آنوسوف آغاز شد. در ۱۵ نوامبر ۱۹۴۸، رئیس شورای وزیران اتحاد جماهیر شوروی ، جوزف ویساریونوویچ استالین، فرمان شماره ۴۲۲۹ را امضا کرد: «دربارهٔ جاودانه کردن یاد پاول پتروویچ آنوسوف، متالورژیست بزرگ روسی». بند اول این فرمان به ساخت بنای یادبود آنوسوف در زلاتوست اشاره دارد. رؤیای پی.پی. آنوسوف، نوه ان.ای. یانوفسکی، که نیم قرن پیش ابراز شده بود، به واقعیت تبدیل شد.
از ابتدا تا انتها، روند ایجاد بنای جدید توسط معاون شهردار شهر، دی.زد. ایستومین، به همراه بسیاری از سازمان‌ها و متخصصانی که در آن مشارکت داشتند، هماهنگ شد. متالورژیست‌های اورال جنوبی در سپتامبر ۱۹۴۹ کنفرانسی را در زلاتوست ترتیب دادند که در آن کارمندان شرکت‌های متالورژی، مؤسسات تحقیقاتی و آموزشی، نمایندگان مسکو، لنینگراد، سوردلوفسک و سایر مراکز صنعتی کشور شرکت کردند. این کنفرانس به صد و پنجاهمین سالگرد تولد آنوسوف اختصاص داشت و گزارش‌ها عمدتاً دستاوردها و میراث خلاقانه او را شرح می‌دادند. در روز دوم، ۱۱ سپتامبر، شرکت‌کنندگان در کنفرانس در جلسه شهر به مناسبت بحث در مورد بنای یادبود آینده «نشانه» شرکت کردند. یک نشان بتنی - یک هرم سنگی با کتیبه: «در اینجا مجسمه‌ای از متالورژیست بزرگ روسی پی.پی. آنوسوف ساخته خواهد شد» - در همان مکانی که بعداً مجسمه فعلی نصب شد، نصب شد. یک هفته بعد، «نشانه» در فهرست بناهای تاریخی شهر قرار گرفت.
در ۲۵ مه ۱۹۵۱، به مناسبت صدمین سالگرد درگذشت پی.پی. آنوسوف، یک پلاک یادبود بر روی نمای موزه تاریخ شهر، خانه‌ای که آنوسوف سال‌ها در آن زندگی می‌کرد، نصب شد. این یکی از سه پلاکی است که به ساختمان الصاق شده است.
ریخته‌گری‌های برنز مجسمه توسط کارخانه "Монумент-скульптура" (انگلیسی: Monument-sculpture ساخته شده است) در لنینگراد. پایه گرانیتی در میتیشچی ساخته شده است.
طبق مصوبه شماره ۱۳۲۷ شورای وزیران جمهوری سوسیالیستی شوروی مورخ ۳۰ اوت ۱۹۶۰، مجسمه متالورژیست آنوسوف به عنوان یک بنای تاریخی با اهمیت ملی و ارزش‌های جمهوری تحت حفاظت قرار گرفت.

## فولاد بولات
میخائیل فونوتوف در کتاب خود به نام Native Olden Times (روسی: Родная старина نوشت):
تیغه چاقو؟ بله، تیغه چاقو آنجا بود.

 و سپس فولاد زرهی تانک وجود داشت. و سپس فولاد موشکی وجود داشت. و سپس یک سپر هسته‌ای وجود داشت.

 آنوسوف کورولیوف. کورچاتوف ." 
وقتی مردم روسیه می‌گویند آنوسوف، فولاد بولات را به خاطر می‌آورند.
سلاح‌های فولادی بولات افسانه‌ای هستند؛ رمان‌نویس سر والتر اسکات، رقابت‌های چابکی بین شاه ریچارد شیردل و سلطان صلاح‌الدین را با تیغه‌های فولادی دمشقی توصیف کرده است. گفته می‌شود اعراب از تیغه‌هایی استفاده می‌کردند که به اندازه کافی انعطاف‌پذیر بودند تا دور کمر پیچیده شوند و در عین حال سخت و تیز بودند، به طوری که یک روسری ابریشمی در حال افتادن را می‌توان با یک تیغه دمشقی بی‌حرکت برید.
بولات یکی از جالب‌ترین اسرار تاریخ متالورژی است؛ هنوز روش‌های زیادی برای تولید تیغه بولات و دمشقی در عربستان و هند وجود دارد که ناشناخته مانده و از بین رفته‌اند.
برخی از دانشمندان معتقدند که آنوسوف راز تولید فولاد بولات را دوباره کشف کرد. فولاد بولات آنوسوف قادر به تولید انعطاف‌پذیری بود، اما سختی آن کم بود. در قرن بیستم، دانشمندان شوروی به سختی مناسب فولاد دست یافتند، اما انعطاف‌پذیری آن با روش‌های آنوسوف برابری نمی‌کرد.

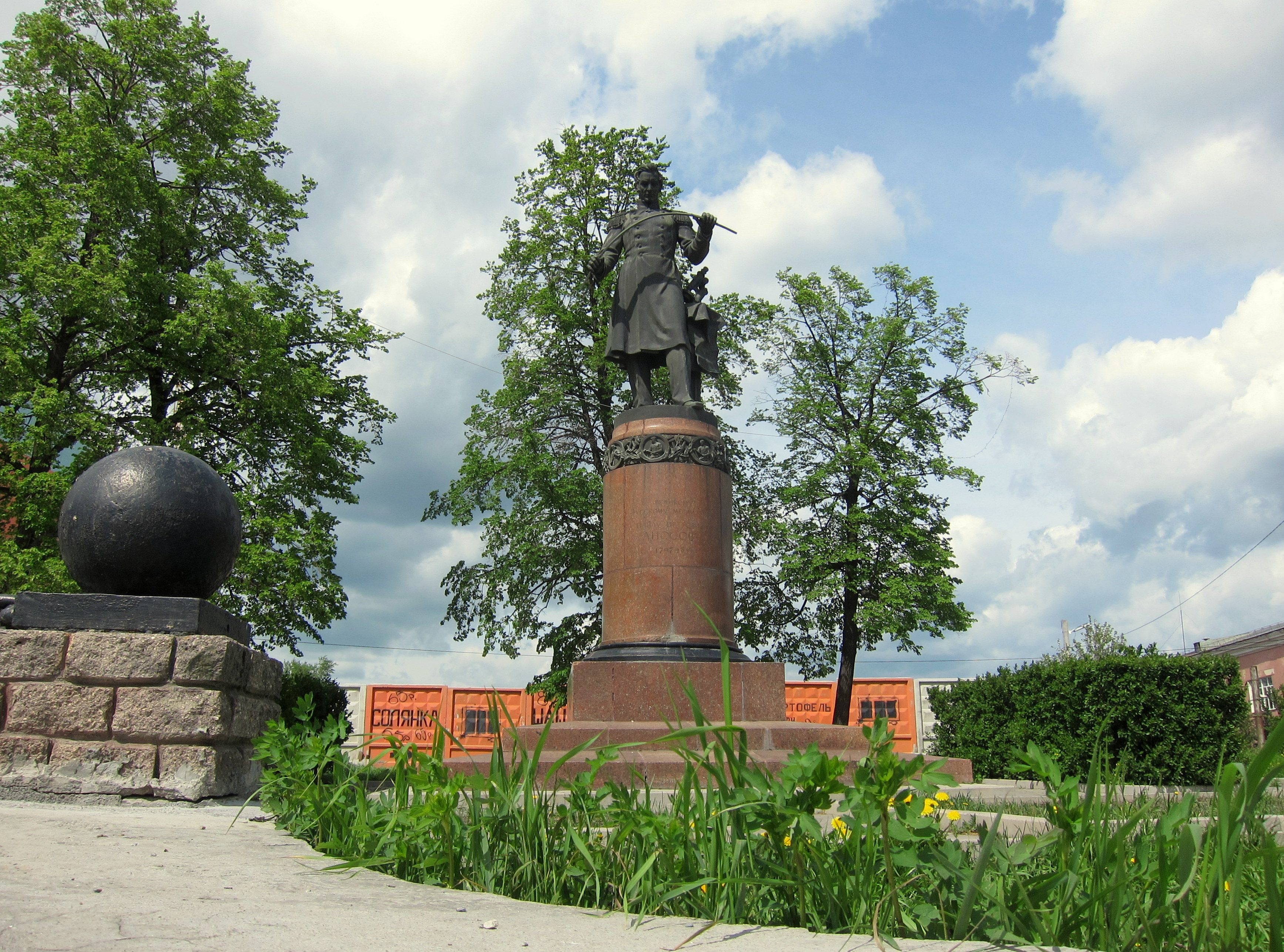
مجسمه متالورژیست آنوسوف در میدان بین‌المللی سوم در زلاتوست.

## پی‌نوشت
در سال ۱۹۶۰، مجسمه پی.پی. آنوسوف به عنوان یک بنای تاریخی با اهمیت ملی و ارزش‌های جمهوری تحت حفاظت قرار گرفت و امروزه بنایی با ارزش‌های فدراسیون است.
در مارس ۱۹۹۸، برای اولین بار، مجسمه برنزی آنوسوف از پایه‌اش برداشته شد تا مرمت شود. مجسمه تازه مرمت شده در سپتامبر همان سال دوباره ظاهر شد.
مجسمه متالورژیست آنوسوف مربوط به دوران شوروی، یکی از رایج‌ترین صحنه‌ها در کارت پستال‌هایی با مناظر زلاتوست است.